# L'Attaque (jeu)
Pour les articles homonymes, voir Attaque.
L'Attaque est un jeu de société créé par Hermance Édan en 1908, qui n'est plus édité à l'heure actuelle. Il s'agit d'un jeu de stratégie combinatoire à informations cachées : chaque joueur dispose des mêmes forces que son adversaire mais il installe les pions de son camp en secret. Plusieurs éditions ont existé, mettant en scène les armées de divers pays. Le jeu Stratego, publié en 1947, en est fortement inspiré.